# Mathematics Magazine
Mathematics Magazine — рецензируемый математический журнал, издаваемый раз в два месяца Математической ассоциацией Америки. Лозунгом журнала является «обеспечение жизненной и актуальной математической информации» для студентов старших курсов ВУЗов. Содержание журнала в большей мере относится непосредственно к математике, чем к педагогике. В отличие от исследовательских журналов с идеологией строгого изложения материалов в стиле «теорема-доказательство», Mathematics Magazine публикует статьи, в которых описывается контекст математических задач, их история, примеры и применения.
Ежегодно авторам лучших статей журнала присуждается премия имени Карла Аллендорфера.